# Maltezer centaurie
De Maltezer centaurie (Centaurea melitensis) is een een- of tweejarige kruidachtige plantensoort uit de composietenfamilie. De soort heeft rechtopstaande, bovenaan gevleugelde, spaarzaam vertakkende stengels tot 80 cm hoog, een wortelrozet van veervormig gelobde, grijsachtig behaarde bladeren, en weinig kleine, ongedeelde blaadjes aan de stengels. Aan het eind van de stengels staan hoofdjes met een ei- tot bolvormige omwindsel van 8-12 mm in doorsnede, waarvan de blaadjes lange, vertakte stekels hebben. De bloempjes zijn geel en klierachtig behaard.

## Beschrijving

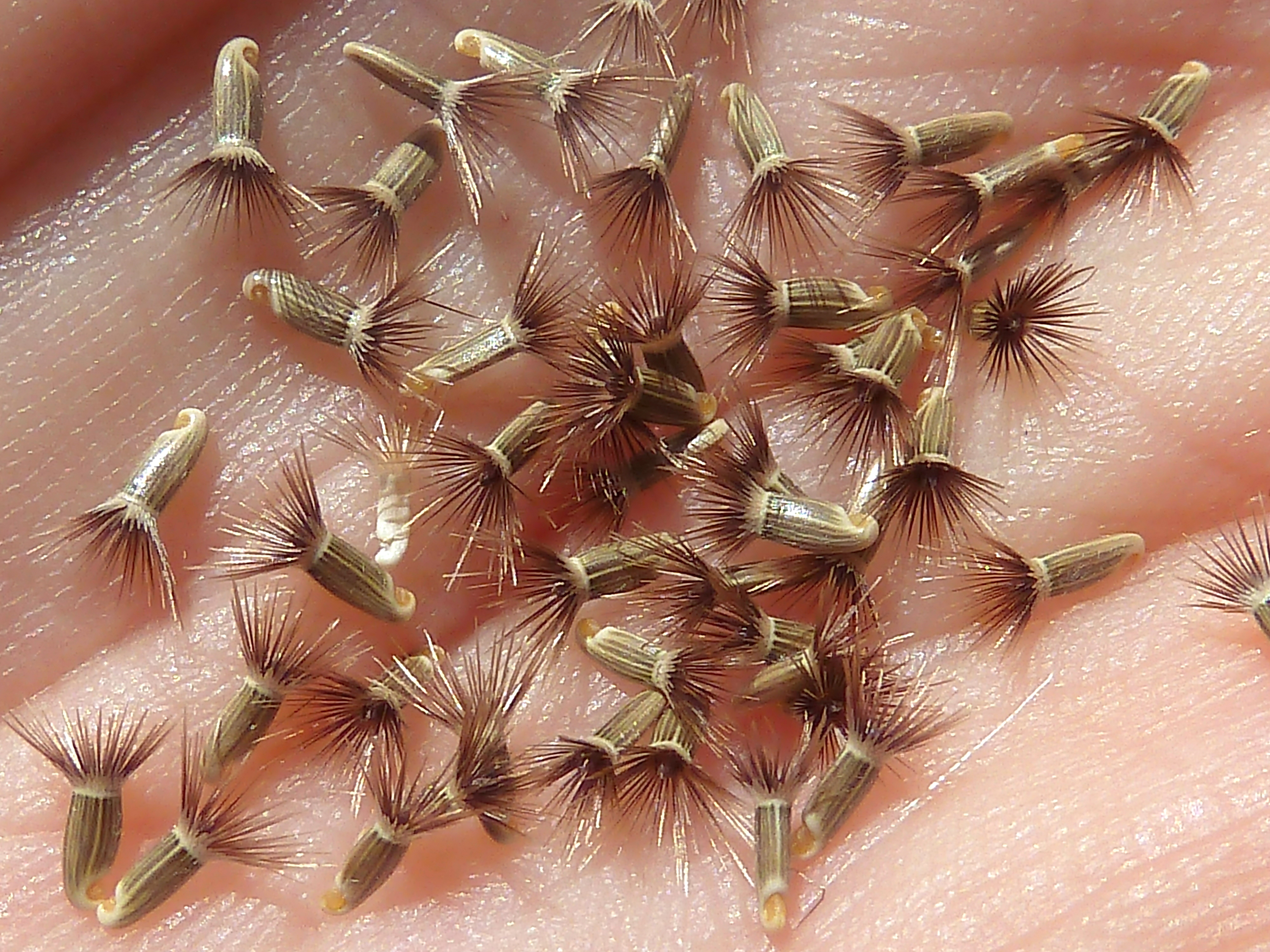
De eenzadige vruchtjes met pappus

De Maltezer centaurie is een een- of tweejarige kruidachtige plantensoort met rechtopstaande, spaarzaam vertakkende stengels tot 80 cm hoog, die hogerop gevleugeld zijn doordat de verspreid staande, gave of getande bladeren langs de stengel naar onder toe doorlopen. De rozetbladeren zijn grijsachtig wollig behaard, de onderste lancetvormig liervormig-geveerd tot golvend gelobd, de stengelbladen zijn lancetvormig gaafrandig of getand. De hoofdjes staan met een tot drie bij elkaar. Het omwindsel is 8-12 mm in doorsnede, ei- tot bolvormig. De omwindselbladen zijn kaal of behaard, zonder zichtbare nerven, kort, met een lange stekel van 5-8 mm aan de top die aan elke kant een tot drie korte, recht afstaande zijstekels heeft. De buisbloempjes zijn geel en klierachtig behaard, lintbloemen ontbreken. De eenzadige vruchtjes zijn ongeveer 2,5 mm lang met aan de top pappus van eveneens ongeveer 2,5 mm lang. In het onderste deel van de plant staan er dikwijls hoofdjes met binnen het omwindsel blijvende, cleistogame bloemen in de oksels van de bladeren. Er zijn 12 paar homologe chromosomen (2n=24).

## Taxonomie

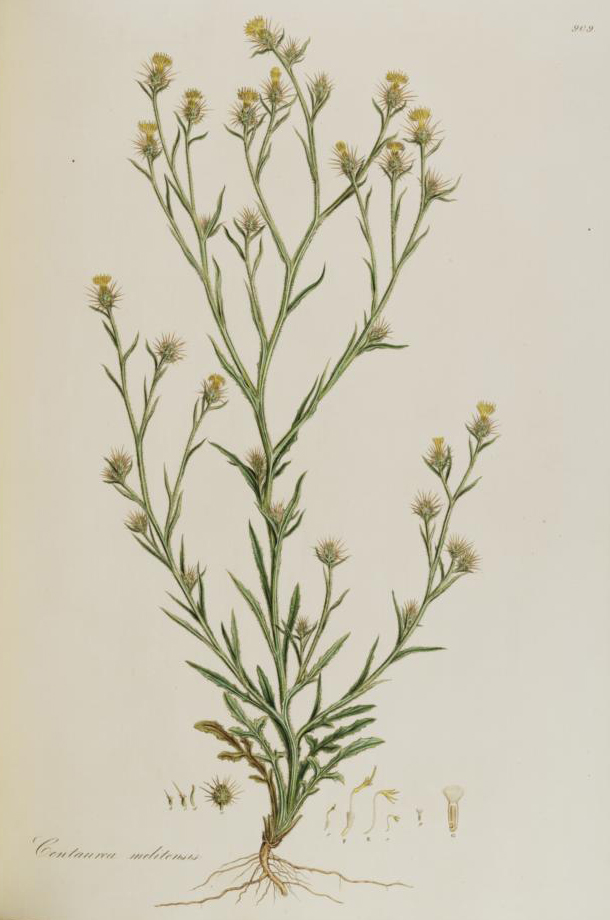
tekening uit de Flora Graeca Sibthorpiana uit 1840

De Maltezer centaurie is voor het eerst wetenschappelijk beschreven door Carl Linnaeus in 1753, in zijn boek Species plantarum (De soorten der planten), en hij noemde deze Centaurea melitensis. De Britse acteur, componist, schrijver en botanicus John Hill verplaatste de soort naar een nauwer afgegrensd geslacht en maakt daarmee de nieuwe combinatie Solstitiaria melitensis in deel I van zijn boek Hortus Kewensis uit 1768. In 1779 beschrijft Jean-Baptiste de Lamarck een collectie uit zuidelijk Frankrijk en geeft die de naam Calcitrapa sessiliflora. In 1785 beschrijft Lamarck exemplaren uit zuidelijk Italië en noemt deze Centaurea apula. De Duitse botanicus Joseph Gaertner plaatste in zijn boek De Fructibus et Seminibus Plantarum uit 1791 de plant in een geslacht samen met de korenbloem en maakte zo de combinatie Cyanus melitensis.  De Duitse hoogleraar plantkunde Conrad Moench beschrijft in 1794 exemplaren die hij Calcitrapa conferta noemt. Karl Sigismund Kunth geeft in 1818 een collectie de naam Calcitrapa patibilcensis. In 1826 krijgt de plant verschillende nieuwe namen: Friedrich Gottlieb Dietrich verplaatst de soort van Kunth naar het geslacht Centaurea en maakt zo Centaurea patibilcensis, Alexandre Henri Gabriel de Cassini verplaatst de soort van Linaeus en maakt de combinatie Triplocentron melitense, Robert Sweet meent dat de soort in een ander geslacht moet worden geplaatst en maakt de combinatie Seridia melitensis, en Kurt Sprengel stelt Centaurea americana voor, maar die naam was niet beschikbaar omdat deze al in 1821 door Thomas Nuttall gegeven een andere soort, die inmiddels echter Plectocephalus americanus wordt genoemd. Cassini plaatste de collectie van Lamarck in het geslacht Triplocentron en creëerde zo de combinatie Triplocentron apulum in 1828. In 1838 werd de door Carl Ludwig Willdenow gebruikte naam Centaurea congesta geldig gepubliceerd door Augustin Pyramus de Candolle. In 1848 stelde Philip Barker-Webb en Sabin Berthelot voor een collectie van de Canarische eilanden Centaurea glomerata te noemen, maar die naam was niet meer beschikbaar omdat Martin Vahl deze naam al in 1791 had gebruikt voor een andere soort. António Xavier Pereira Coutinho reduceerde de soort van Lamarck tot een vorm en vormde zo de combinatie Centaurea melitensis forma apula  in 1913. In 1972 plaatste Soják de soort van Linaeus in een geslacht met een aantal gelijkende soorten en creëerde zo de combinatie Calcitrapa melitensis.

### Naamgeving
De geslachtsnaam Centaurea is afgeleid van het mythologische verhaal dat een plant medicinale eigenschappen zou hebben gehad voor de hoeven dan de κένταυρος (kéntauros of centaur) Cheiron. De soortnaam melitensis is de combinatie van Melita, de Latijnse naam voor Malta, en het achtervoegsel -ensis, wat "afkomstig van" betekent.

## Verspreiding en bescherming
De Maltezer centaurie is inheems in het Middellandse Zeegebied, maar werd door vroege Spaanse kolonisten naar Californië gebracht als een verontreiniging van graan. De soort heeft zich van daaruit vervolgens over een groot deel van Noord-Amerika verspreid en is nu te vinden in British Columbia, Alabama, Arizona, Californië, Georgia, Idaho, Hawaï, Illinois, Massachusetts, Mississippi, Missouri, Nevada, New Jersey, New Mexico, Oregon, Pennsylvania, Texas, Utah, Washington, Wisconsin en noordelijk Mexico. In Zuid-Amerika is de soort gevonden in Ecuador, Peru, Bolivia en Uruguay. In Azië wordt de soort waargenomen in Jemen en India. Ook komt de soort voor in Ethiopië en zuidelijk Afrika. In Australië groeit deze plant onder meer in New South Wales en 
West-Australië. De plant is vanaf 1891 ook te vinden in Nieuw-Zeeland. De Maltezer centaurie gedraagt zich ook als invasieve exoot elders in Europa. Interessant genoeg staat deze centaurie voor Malta vermeld als bedreigd.
... · 
C. calcitrapa (kalketrip) · 
C. cyanus (korenbloem) · 
C. jacea (knoopkruid) · 
C. montana (bergcentaurie) · 
C. nigra (zwart knoopkruid) ·  
C. sadleriana · 
C. scabiosa (grote centaurie) · 
C. stoebe (rijncentaurie) · 
C. taliewii · 
...